# 77ª Brigata SAP "Fratelli Manfredi"
La 77ª Brigata SAP "Fratelli Manfredi" fu una brigata partigiana operante nel reggiano.

## Attività
La 77ª brigata Squadre di azione patriottica (SAP) fu formalmente costituita il 1º dicembre 1944 nel quadro di una più ampia riorganizzazione delle SAP operanti nella pianura reggiana.
Alla 77ª brigata SAP, intitolata ai fratelli Aldino, Alfeo, Gino e Guglielmo Manfredi, uccisi dai fascisti tra il 17 e il 21 dicembre 1944 insieme al loro padre Virginio, e posta sotto il comando di Guerrino Cavazzoni (alias Ciro), con commissario Renato Bolondi (alias Maggi), fu assegnata in particolare la zona a nord della via Emilia fino al fiume Po.
Gli effettivi della brigata furono organizzati in tre battaglioni (due dei quali erano rispettivamente intitolati a Vasco Guaitolini "Biavati" e ai fratelli Elia ed Emmere Azzolini), strutturati a loro volta in distaccamenti. Ciò impresse all'organizzazione un carattere spiccatamente marziale; d'altronde già da tempo le SAP avevano affiancato all'iniziale missione di recupero di armamenti e vettovaglie un ramificato servizio di controspionaggio e un'agguerrita azione militare.
Alla vigilia della liberazione le due brigate SAP e la 37ª brigata Gruppi di azione patriottica (GAP) furono inquadrate nel Raggruppamento GAP e SAP, trasformato a partire dal 10 aprile 1945 in 3ª divisione GAP e SAP sotto la guida di Fausto Pattaccini (alias Sintoni), con commissario Cattini.
Come tutte le altre formazioni volontarie della provincia, la 77ª brigata SAP fu smobilitata il successivo 3 maggio nel corso di una solenne cerimonia svolta in piazza della Vittoria; il Comando cessò invece le proprie attività alla metà del mese di giugno delegando la risoluzione degli affari ancora pendenti ad un apposito ufficio stralcio.